# Frederik-Valdemar Olsen
Pour les articles homonymes, voir Olsen.
Frederik Olsen ou Frédéric Olsen (24 mai 1877 Kalundborg, Danemark – 19 novembre 1962, Etterbeek) est un militaire danois et belge, général-major et commandant en chef de la Force Publique du Congo belge.

## Biographie
Frederik-Valdemar Olsen né le 24 mai 1877 à Kalundborg est le fils de Peter Olsen, modeste bagagiste. Il épouse Harriet Meta de Stricker à Copenhague le 17 septembre 1906. Après en avoir divorcé, il se remarie le 25 juin 1929 à Paris avec Yvonne Atgier, d'origine française.
Le 12 octobre 1896, il entre dans l'armée danoise pour y faire son service militaire. Son intelligence ayant été remarquée par ses chefs, le bourgmestre de Kalundborg lui paie son entrée à l'Académie militaire danoise dont il sort diplômé avec le grade de sous-lieutenant en 1897. Il est versé au 1er régiment d'artillerie sous les ordres de F.-V. Stökel, un ancien militaire de l'État indépendant du Congo. Attiré par les récits de ce pionnier du Congo, il s'engage au service de l'État indépendant du Congo en décembre 1898.
Le sous-lieutenant Olsen commence à faire campagne dans l'est du Congo pour réprimer la révolte des Batetela de l'expédition du capitaine Francis Dhanis et participe à l'occupation militaire du Kivu. Le 1er juillet 1900, il crée le poste de Nya Lukemba (qui allait donner naissance à Bukavu) sur le lac Kivu.
En 1901, il revient en Belgique, ayant accompli son premier terme au Congo. Il aura souffert au cours de son séjour au Congo de malaria. Il retourne au Congo en 1902 mais fait en 1903 une crise d'hématurie qui le contraint à retourner en Belgique en mars 1904.
Il repart au Congo en octobre 1904 et retourne dans le Ruzizi-Kivu qu'il connaît bien. En décembre 1905, il est promu capitaine-commandant et désigné chef de zone à Uvira, chef-lieu de la région du Ruzizi-Kivu. Il en reçoit le commandement supérieur en février 1907.
De 1907 à 1908, il retourne en Europe ayant achevé son troisième terme au Congo.
En 1909, a lieu une tentative anglaise d'empiètement territorial dans le Kivu en territoire congolais. Olsen fait preuve d'initiative et de fermeté en prenant des mesures préventives de défense : il fortifie Kigezi et réunit troupes et artillerie visant ainsi à faire empêcher les infiltrations anglaises. Il appuie ensuite le gouvernement belge en vue de faire prévaloir les prérogatives congolaises dans les négociations avec les Anglais.
En 1910, il est désigné commandant de la Force publique au Katanga et est promu major en novembre 1911.

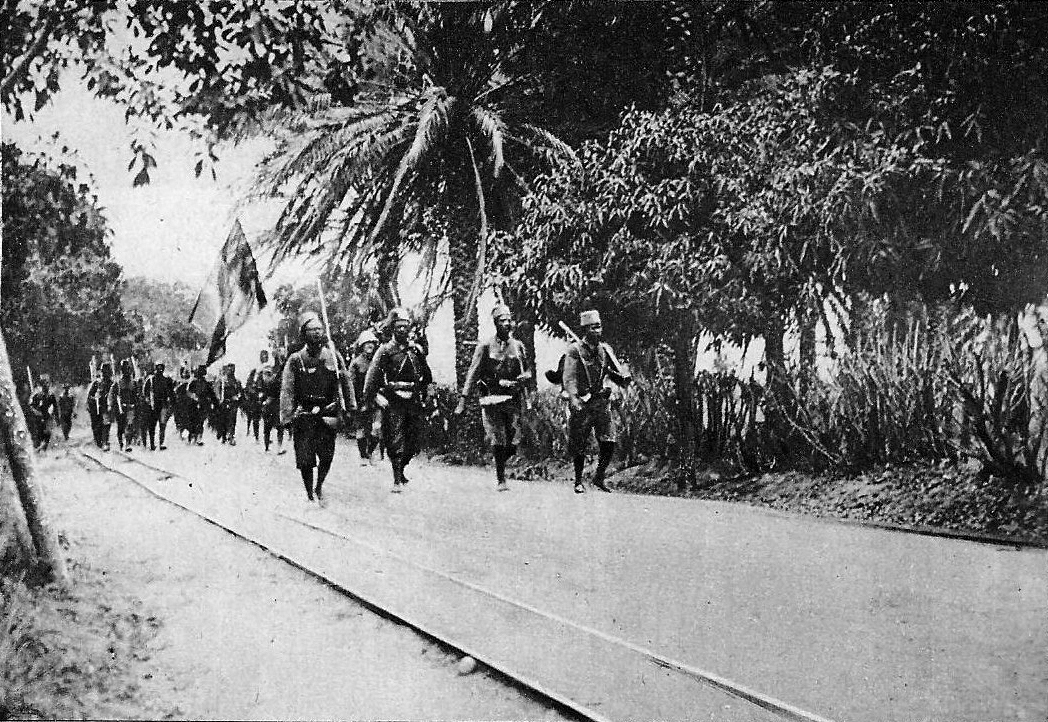
Entrée des troupes belges à Tabora.

Au début de la Première Guerre mondiale en septembre 1914, il intervient avec ses troupes en Rhodésie britannique pour dégager la ville d'Abercorn menacée par les troupes de l'Afrique orientale allemande. Il est promu lieutenant-colonel en janvier 1916 et part ensuite pour le Kivu. D'avril à septembre 1916, il participe à la tête de la brigade sud de la Force publique aux campagnes d'Afrique de l'Est. Il attaque entre le lac Kivu et le lac Tanganyka et occupe les localités de Shangugu, Kitega et Usumbura. Il descend ensuite vers le sud et s'empare le 28 juillet 1916  de Kigoma qu'il prend à revers puis d'Ujiji. Olsen progresse ensuite vers Tabora en réparant la voie de chemin de fer que les Allemands en retraite avaient détruits. C'est le prélude de la bataille de Tabora en Afrique orientale allemande. Après de violents combats à Usoke et Lulanguru, Olsen s'empare de Tabora le 19 septembre 1916. Poursuivant les Allemands, il en capture plus de 200, ceux-ci abandonnant de nombreuses armes et munitions.
En 1920, il est nommé commandant en chef de la Force publique et promu colonel. Il obtient par la même occasion la nationalité belge par grande naturalisation.
En 1924, il assume encore le poste de gouverneur du Congo-Kasaï résident à Léopoldville et est nommé général-major peu avant sa pension de l'armée en avril 1925.
Le ministre des Colonies fait ensuite appel à lui pour réorganiser les transports fluviaux. Il prend ainsi la direction générale de l'Unatra, organisme chargé de ce type de transport. Ses résultats à la tête de l'Unatra attirent ensuite l'attention de dirigeants de la Compagnie du chemin de fer du Congo supérieur aux Grands Lacs africains (CFL) chargés du transport ferroviaire au Congo et fluvial sur la rivière Lualaba. Il en est nommé directeur général assumant ainsi la direction de deux grandes sociétés de transport. En 1930, il est atteint par la maladie du sommeil qui le contraint à réduire ses séjours en Afrique. En 1936, il prend la tête de l'Otraco (Office des Transports Congolais) qui regroupe l'Unatra, le chemin de fer Matadi-Léopoldville et le chemin de fer de Mayombe. De 1940 à 1945, il reste en Belgique occupée par les Allemands. En 1947, il prend sa retraite à 70 ans.
Olsen a été nommé membre titulaire de l'Institut royal colonial belge à sa fondation le 6 mars 1929. Pendant son service à la tête de la Force publique, il a notamment eu le souci de faire apprendre aux soldats congolais de la Force publique un métier utile pour la vie civile et, dans les organismes de transport qu'il préside, à créer des écoles professionnelles destinées aux Congolais.
À la suite de son décès le 19 novembre 1962 à Etterbeek, ses funérailles sont célébrées le 21 novembre 1962 en l'église Notre-Dame du Sacré-Cœur d'Etterbeek. Il était veuf d'Yvonne Atgier.

## Hommages et distinctions
En 1948, on a mis en service à Léopoldville le grand bateau courrier baptisé Général Olsen en son honneur. Une stèle a été érigée au général Olsen à Bukavu en 1953.
Parmi les nombreuses distinctions belges et étrangères, il a été fait :
- Commandeur de l'ordre de Léopold (Belgique) ;
- Commandeur de l'ordre de la Couronne (Belgique) ;
- Croix de guerre avec palmes (Belgique) ;
- Grand-croix de l'ordre de l'Étoile africaine (Congo belge) ;
- Commandeur de l'ordre royal du Lion (Congo belge) ;
- Commandeur de l'ordre du Dannebrog (Danemark) ;
- Chevalier de la Légion d'honneur (France).